# Bob Weston (kytarista)
Robert Joseph Weston (1. listopadu 1947 – 3. ledna 2012) byl britský rockový kytarista a zpěvák. V letech 1972-1974 byl členem skupiny Fleetwood Mac. Se skupinou nahrál dvě studiová alba, Penguin a Mystery to Me, obě z roku 1973. Později spolupracoval například s Dickem Morrisseyem.

## Sólová diskografie
- Night Light (1980)
- Studio Picks (1981)
- There's a Heaven (1999)